# Jeune Bergère assise sur une barrière
Jeune bergère assise sur une barrière est un dessin au crayon Conté et pastel sec exécuté par Jean-François Millet vers 1866-1868. Il est aujourd'hui conservé au musée des Beaux-Arts de Reims. 

## Description
Ce dessin représente une jeune bergère vêtue d'une longue robe bleue. Assise sur une barrière dans une position hiératique, elle occupe l’essentiel de la composition. Jean-François Millet l'a placé dans un paysage rural, et fait ressortir sa figure sur un fond de branchages sombres ouvrant sur les champs. Son troupeau de moutons y broute sur la droite du dessin. La jeune bergère fixe le spectateur d'un regard absent. Il s'agit de l'une des très rares oeuvres de Jean-François Millet où un personnage observe son public. Il existe deux autres dessins de l'artiste avec cette iconographie. L’un est conservé à la Yale University Art Gallery à New Haven, et l’autre au Musée du Louvre à Paris. Ces trois compositions pourraient être liées à une peinture inachevée.

## Analyse
Tout au long de sa carrière, Jean-François Millet a multiplié les scènes de la vie paysanne, autant dans ses peintures que dans ses dessins. Jeune bergère assise sur une barrière est l'un des nombreux témoignages de cette production où il magnifie le travail dans les champs. Dans la plupart de ses compositions, l'artiste peint ses figures à grande échelle afin qu'elles occupent tout le paysage. En peignant ses personnages aussi grands, Jean-François Millet s'assure qu'ils ne soient pas engloutis par la nature avec laquelle ils vivent en harmonie.

## La collection du musée des Beaux-Arts de Reims
Le dessin est acheté à la fin du XIXe siècle par le collectionneur d'art français Henry Vasnier pour une somme de 26 000 francs. À sa mort, le 28 février 1907, il effectue un legs de sa collection à la Ville de Reims. Ce legs permet au dessin d'intégrer la collection d'arts graphiques du musée des Beaux-Arts de Reims aux côtés d'autres œuvres de Jean-François Millet, comme son étude de coiffes de paysannes qui provient également du legs d'Henry Vasnier. Dans un souci de conservation préventive, la Jeune bergère assise sur une barrière n'est pas exposée dans les espaces permanents du musée. Elle a également fait l'objet d'une restauration durant l'automne 1999.